# Siegfried Thomaschki
Siegfried Paul Leonhard Thomaschki (20 mars 1894 à Miswalde (en), arrondissement de Mohrungen (de) — 31 mai 1967 à Bad Neuenahr) est un General der Artillerie allemand qui a servi au sein de la Heer (armée de Terre) dans la Wehrmacht pendant la Seconde Guerre mondiale.
Il a été récipiendaire de la croix de chevalier de la croix de fer avec feuilles de chêne. La croix de chevalier de la croix de fer et son grade supérieur, les feuilles de chêne, sont attribuées pour récompenser un acte d'une extrême bravoure sur le champ de bataille ou un commandement militaire accompli avec succès.

## Biographie
Siegfried Thomaschki est le troisième enfant de Paul Thomaschki (de), un théologien prussien, et de sa femme Elisabeth, née Schucht. Son père était membre du Corps Masovia Königsberg. Après avoir passé son baccalauréat au collège Fridericianum, il s'engage le 4 mars 1913 dans le 52e régiment d'artillerie de campagne en tant que porte-drapeau.
Siegfried Thomaschki est capturé par les troupes soviétiques le 8 mai 1945 dans la poche de Courlande et est fait prisonnier de guerre jusqu'en 1955.

## Promotions
| Fahnenjunker           | 4 mars 1913      |
| Leutnant               | 20 juin 1914     |
| Oberleutnant           |                  |
| Hauptmann              |                  |
| Major                  |                  |
| Oberstleutnant         | 1er octobre 1936 |
| Oberst                 | 1er août 1939    |
| Generalmajor           | 1er mars 1942    |
| Generalleutnant        | 1er janvier 1943 |
| General der Artillerie | 1er mars 1945    |

## Décorations
- Croix de fer (1914)
  - 2e classe (« 30 novembre 1914 »)[réf. nécessaire]
  - 1re classe (27 janvier 1917)
- Insigne des blessés (1914)
  - en noir
  - en argent
- Croix d'honneur(1935) pour combattants 1914-1918
- Agrafe de la croix de fer (1939)
  - 2e Classe (6 octobre 1939)
  - 1re classe (18 décembre 1939)
- Médaille du front de l'Est
- Croix allemande en or (19 décembre 1941)
- Croix de chevalier de la croix de fer avec feuilles de chêne
  - Croix de chevalier le 1er novembre 1942 en tant que Generalmajor et commandant de la 11. Infanterie-Division[2]
  - 299e feuilles de chêne le 11 septembre 1943 en tant que Generalleutnant et commandant de la 11.Infanterie-Division[3]
- Mentionné dans le bulletin radiophonique des Armées: le Wehrmachtbericht (12 février 1944)